# Спиральный рукав

Галактика Водоворот (M 51) имеет выраженную спиральную структуру

Спира́льные рукава́ (спира́льные ве́тви) — характерный элемент структуры спиральных галактик. Спиральные рукава выглядят как области повышенной яркости в форме спирали в диске галактики. Обычно в галактике два или несколько спиральных рукавов. Их совокупность называют спиральным узором или спиральной структурой галактики.
Внешний вид спиральных рукавов довольно разнообразен. Галактики с упорядоченной структурой имеют симметричный и чёткий узор, состоящий из двух спиральных рукавов, которые простираются на всю галактику, и напротив, спиральная структура флоккулентных галактик состоит из множества небольших фрагментов рукавов, не связанных друг с другом. В различных частях электромагнитного спектра спиральные рукава выглядят по-разному.
Кроме повышенной яркости, спиральные рукава отличаются повышенной концентрацией межзвёздного газа и пыли, ярких звёзд и звёздных скоплений, активным звездообразованием, более голубым цветом, кроме того, там же в галактиках повышена сила магнитного поля. Вклад спиральных рукавов в общую светимость галактики может достигать 40—50 % для некоторых галактик. Разные характеристики спиральных рукавов коррелируют с другими свойствами галактик, например, угол закрутки спиральных рукавов связан с такими параметрами, как масса сверхмассивной чёрной дыры в центре и вклад балджа в общую светимость.
Существует две основные теории, которые объясняют возникновение спиральных рукавов, — это модель стохастического самоподдерживающегося звездообразования и теория волн плотности. Они описывают разные варианты спиральной структуры и не исключают друг друга. Кроме этих теорий, существуют и другие, которые могут объяснять возникновение спиральной структуры в некоторых случаях.
Спиральная структура впервые была обнаружена в 1850 году лордом Россом в галактике M 51. Вопрос о природе спиральной структуры галактик долгое время оставался неразрешённым.

## Общие характеристики

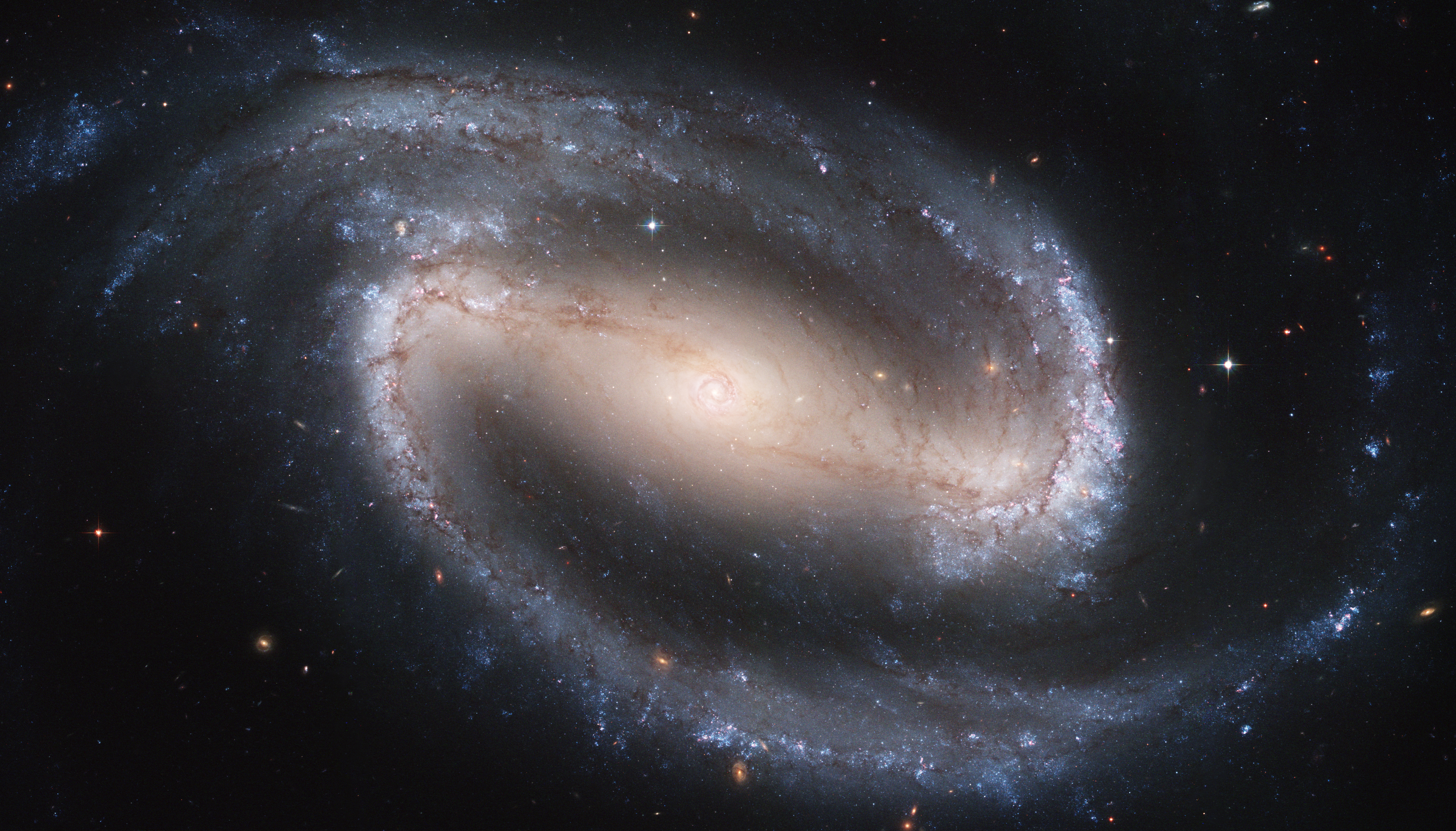
NGC 1300 — спиральная галактика с выраженным баром

Спиральные рукава (спиральные ветви) — характерный элемент структуры спиральных галактик, которые находятся в дисках и выделяются на их фоне повышенной яркостью. Такие структуры имеют форму спиралей, которые в галактиках без бара обычно исходят из области вблизи центра галактики, тогда как в галактиках с баром они начинаются на концах бара. Спиральные рукава не распространяются на весь радиус диска и заканчиваются на том расстоянии, за пределами которого диск всё ещё можно обнаружить. Обычно в галактике два или несколько спиральных рукавов. Их совокупность в галактике называют спиральным узором или спиральной структурой.
Из всех массивных галактик около 2/3 являются спиральными. Спиральные рукава наблюдаются у галактик на красных смещениях до {\displaystyle z\approx 1}, а иногда и у более далёких, что соответствует моменту времени, когда возраст Вселенной составлял менее половины нынешнего. Это говорит о том, что спиральная структура — явление, существующее длительное время.
По своему внешнему виду спиральные рукава значительно различаются, но в целом они отличаются повышенной концентрацией газа и пыли, в них происходит активное звездообразование, наблюдается больше звёздных скоплений, областей H II и ярких звёзд, чем в остальном диске. Хотя спиральные рукава заметны в первую очередь благодаря молодому звёздному населению, повышенная концентрация старых звёзд в них также наблюдается.

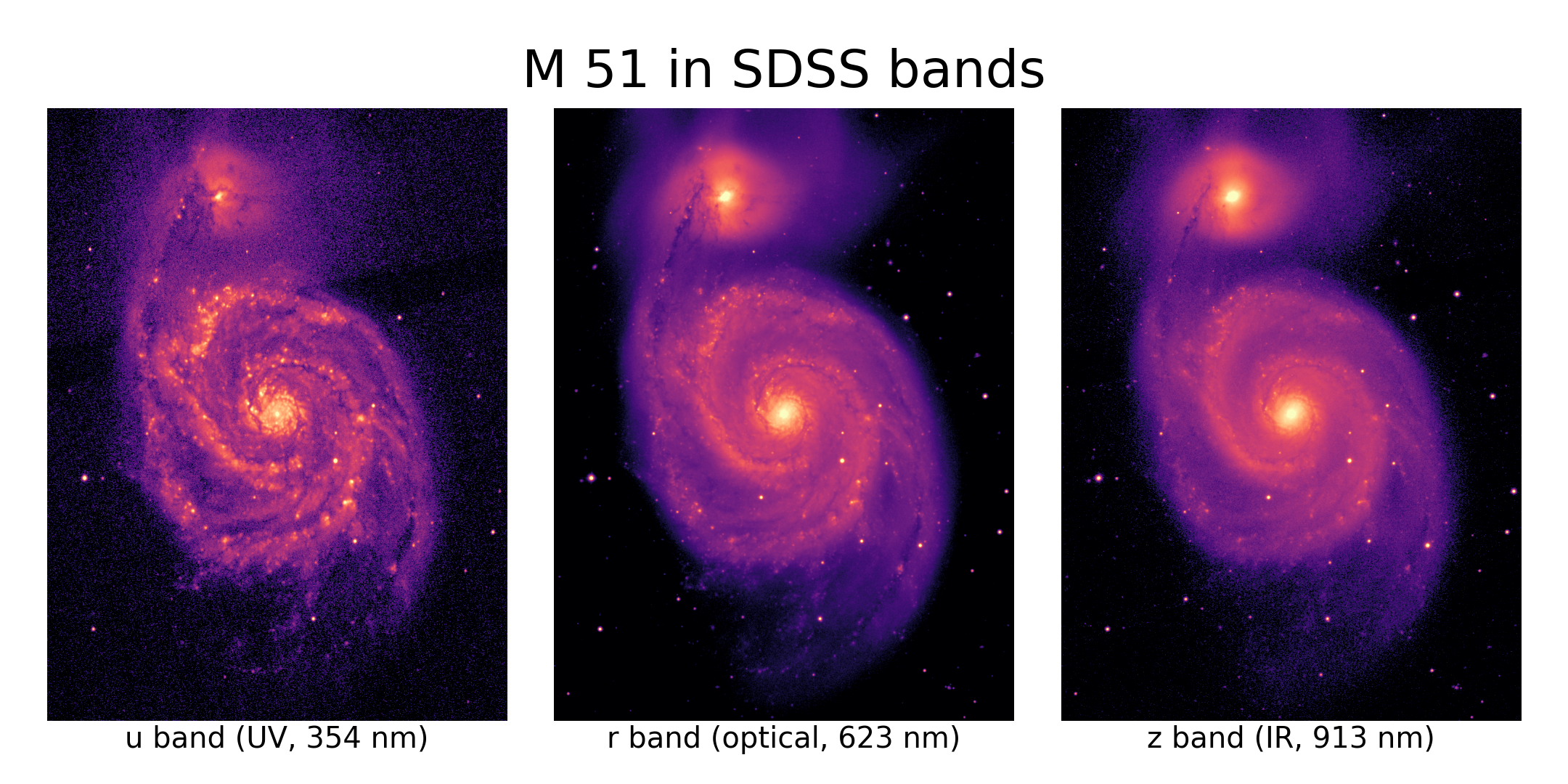
Изображения M 51 в обзоре SDSS в трёх фотометрических полосах: слева направо полосы u (ультрафиолетовая), r (видимая) и z (инфракрасная)

В зависимости от части электромагнитного спектра, в которой наблюдается галактика, выраженность и внешний вид спиральных ветвей в ней отличаются. В голубой и ультрафиолетовой части спектра спиральные рукава хорошо выражены благодаря наличию в них голубых сверхгигантов; в красной и в ближней инфракрасной области больший вклад вносят старые звёзды, поэтому спиральные рукава выглядят менее контрастными, но более гладкими. Излучение межзвёздной пыли делает спиральные рукава яркими в дальней инфракрасной области, а излучение нейтрального водорода и молекул — в радиодиапазоне. Наибольшую контрастность и количество мелких деталей в спиральных рукавах можно заметить при наблюдении в эмиссионных спектральных линиях, создаваемых эмиссионными туманностями, а также в линиях полиароматических углеводородов, которые создаются холодными облаками газа.
Внешний вид спиральных рукавов — один из критериев морфологической классификации галактик. Например, в схеме классификации Хаббла спиральные галактики делятся на типы Sa, Sb, Sc, а спиральные галактики с баром — SBa, SBb, SBc. Галактики ранних типов Sa и SBa имеют туго закрученные и гладкие спиральные рукава, а галактики поздних типов Sc и SBc — клочковатые спиральные рукава с бо́льшим углом закрутки (см. ниже). Типы Sb и SBb имеют промежуточные характеристики.
- Спиральные галактики разных морфологических типов в обзоре SDSS[12]

Спиральные галактики разных морфологических типов в обзоре SDSS
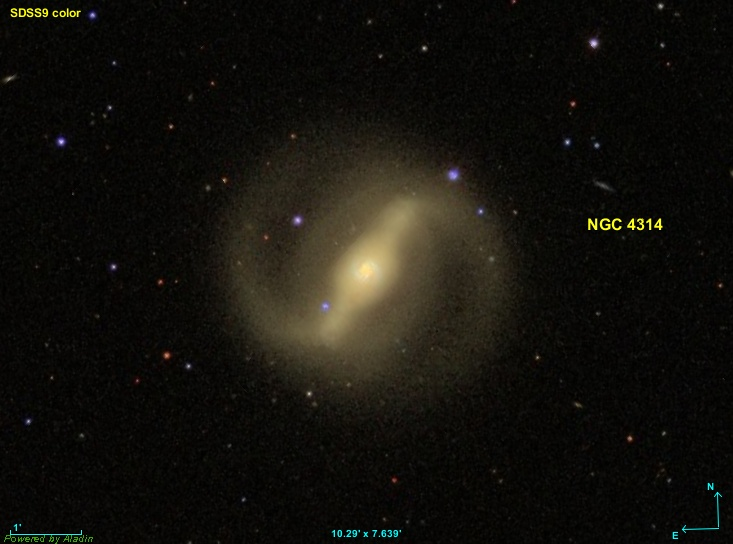
NGC 4314 (SBa)
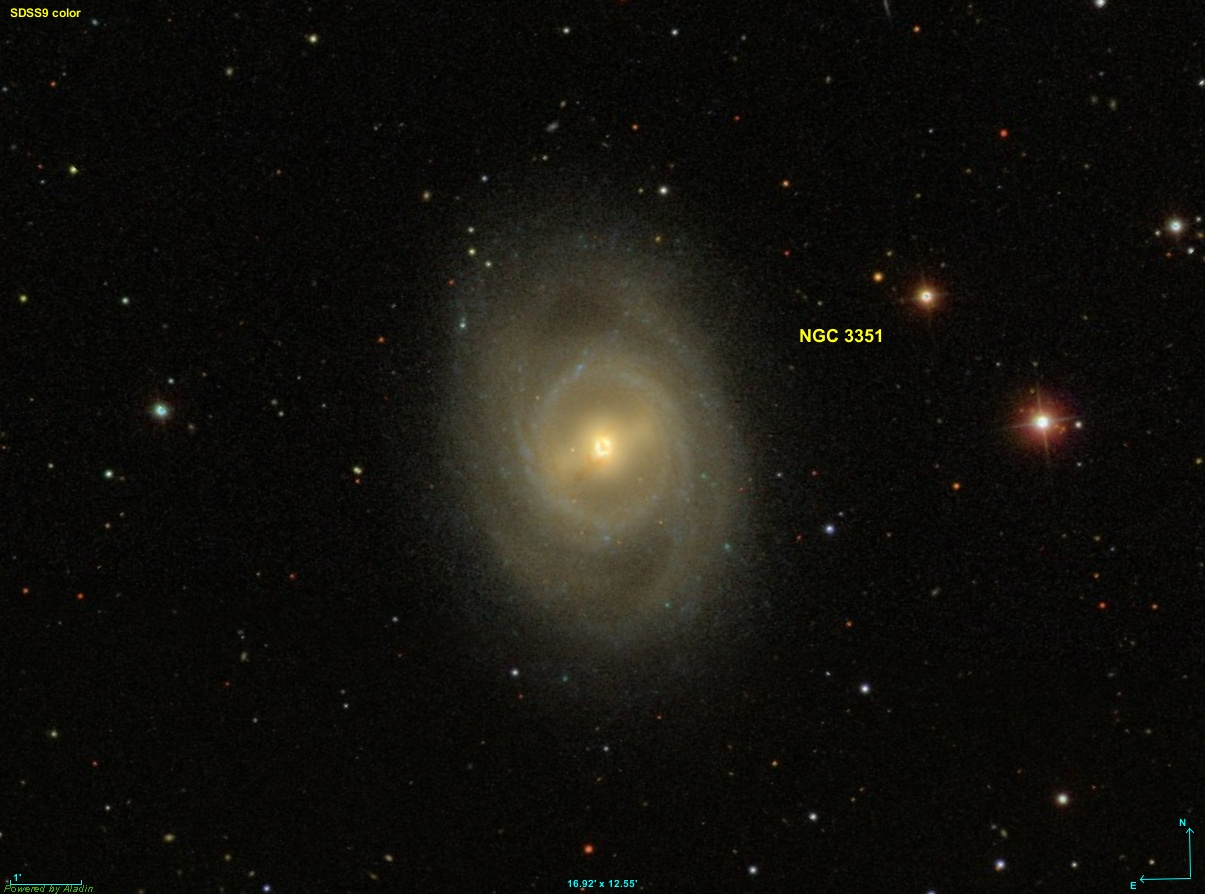
M 95 (SBb)
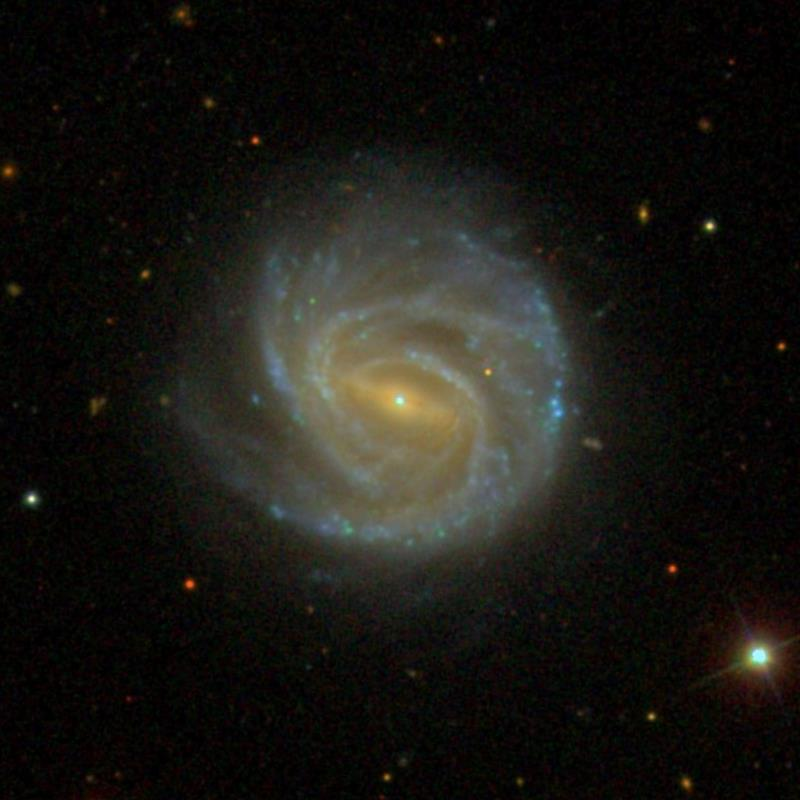
NGC 3367 (SBc)

### Морфология
Спиральная структура галактик довольно разнообразна по внешнему виду. Галактики с упорядоченной структурой (англ. grand design) имеют симметричный и чёткий узор, состоящий из двух спиральных рукавов, которые простираются на всю галактику, — такие объекты составляет 10 % от общего числа спиральных галактик. Напротив, спиральная структура флоккулентных галактик состоит из множества небольших фрагментов рукавов, не связанных друг с другом, — доля таких галактик среди спиральных равна 30 %.
Остальные галактики относят к промежуточному типу — многорукавным спиральным галактикам, которые имеют свойства как флоккулентных, так и упорядоченных. Например, они могут быть похожи на галактики с упорядоченной структурой, но иметь более двух рукавов или же иметь более упорядоченную структуру из двух рукавов во внутренних частях, которая становится неправильной на периферии. Тем не менее практически во всех случаях в спиральной структуре присутствуют элементы обоих видов структуры: даже в галактиках с упорядоченной структурой имеются детали, которые не вписываются в глобальный спиральный узор. Встречаются и такие галактики, которые при наблюдении в разных спектральных диапазонах демонстрируют различный вид спиральной структуры. Различие между двумя основными типами спиральных рукавов оказывается связанным с принципиальными физическими различиями между ними (см. ниже).
- Галактики с различной морфологией спиральной структуры[20]

Галактики с различной морфологией спиральной структуры
M 81 — спиральная галактика с упорядоченной структурой
M 101 — многорукавная спиральная галактика
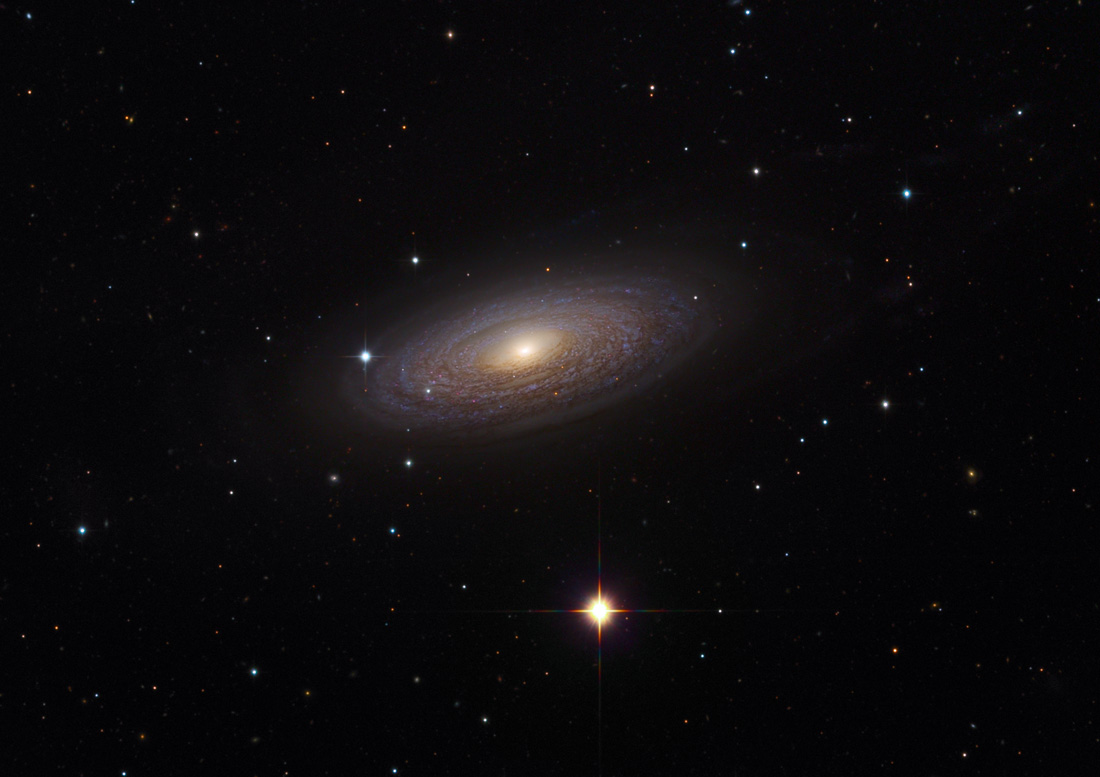
NGC 2841 — флоккулентная спиральная галактика

Также существует разделение спиральных рукавов на «массивные» (англ. massive) и «нитевидные» (англ. filamentary). В первом случае рукава широкие, диффузные и не слишком контрастируют с пространством между ними, а во втором — узкие и чётко очерченные.
- Галактики с различной морфологией спиральной структуры[22]

Галактики с различной морфологией спиральной структуры
M 101 имеет нитевидные рукава
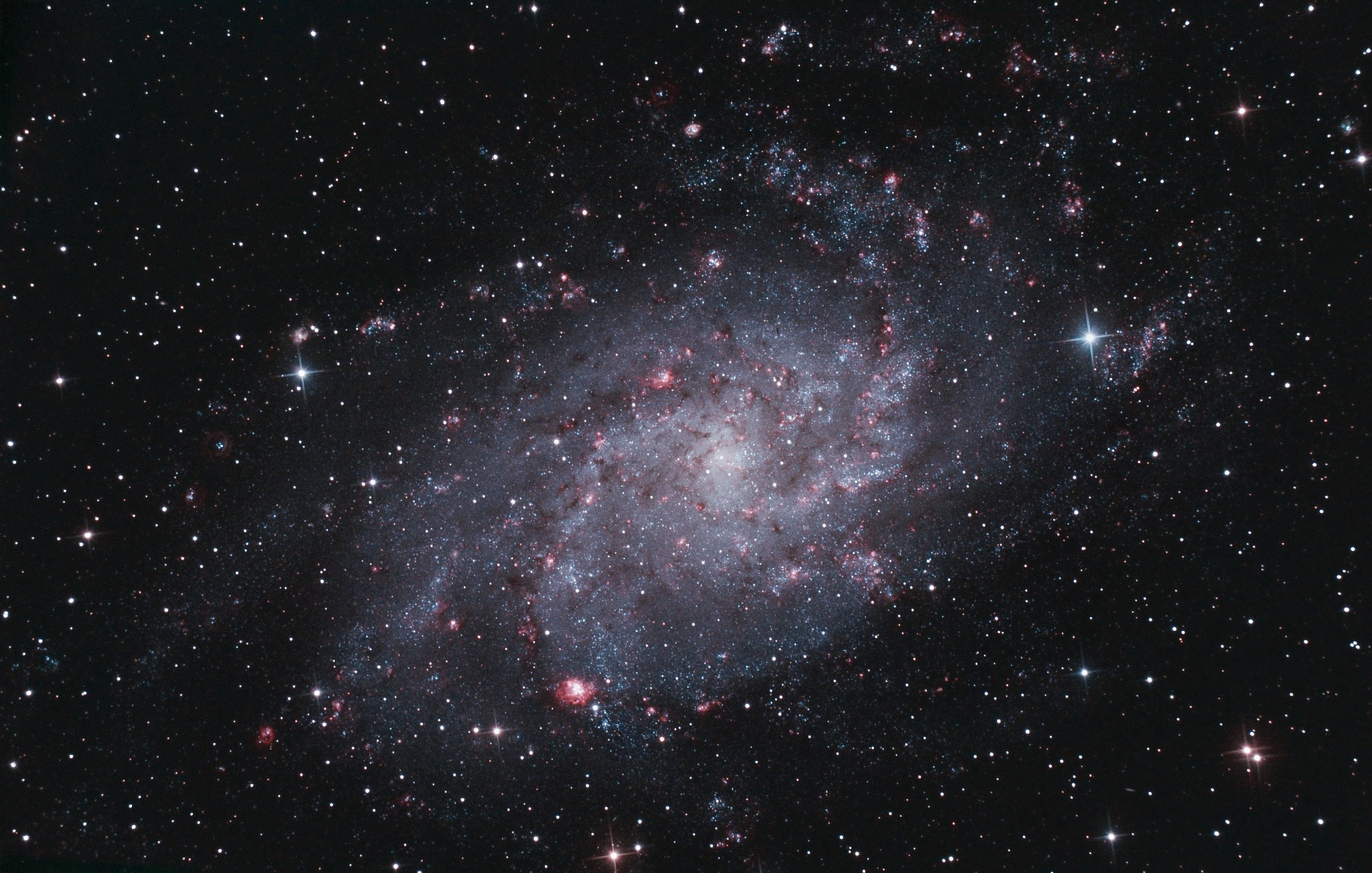
M 33 имеет массивные рукава

### Форма и угол закрутки

Угол закрутки спирального рукава

Форма рукава обычно параметризуется углом закрутки (или углом закручивания) {\displaystyle \mu }. Угол закрутки равен углу между касательной к спиральному рукаву в определённой точке и перпендикуляром к радиусу, проведённому в эту точку. В большинстве спиральных галактик средний угол закрутки составляет от 5° до 30°. Спиральные рукава с малым углом закрутки также называют туго закрученными, с бо́льшим углом закрутки ― раскрытыми.
Форма спиральных рукавов часто упрощённо описывается логарифмической спиралью, также иногда спиральные рукава описывают архимедовой или гиперболической спиралью. В случае логарифмической спирали угол закрутки постоянен, в архимедовой — уменьшается с ростом расстояния от центра, а в гиперболической — возрастает. Измерение углов закрутки в галактиках показывает, что лишь у меньшинства спиральных галактик углы закрутки в рукавах близки к постоянным, а у более чем 2/3 галактик угол закрутки варьируется более чем на 20 %. Средний угол закрутки коррелирует с различными параметрами галактики, например, у галактик с более яркими балджами спиральные рукава закручены более туго.
- Несколько галактик, для которых проводилось измерение угла закрутки, изображения SDSS (в скобках указано полученное {\displaystyle \mu })[25]

Несколько галактик, для которых проводилось измерение угла закрутки, изображения SDSS (в скобках указано полученное)
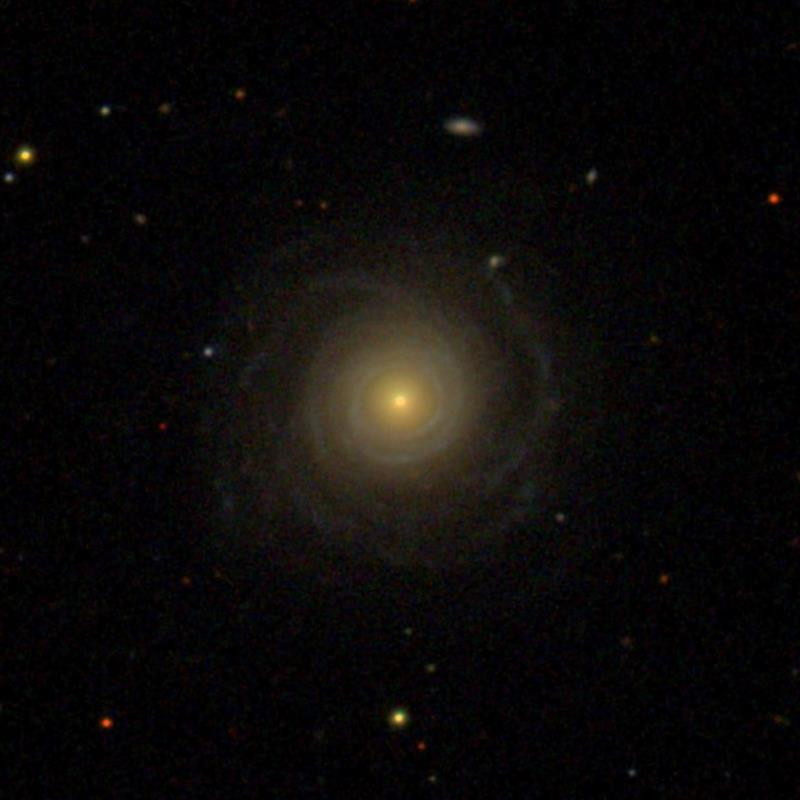
NGC 4977 ({\displaystyle \mu =7{,}3^{\circ }})
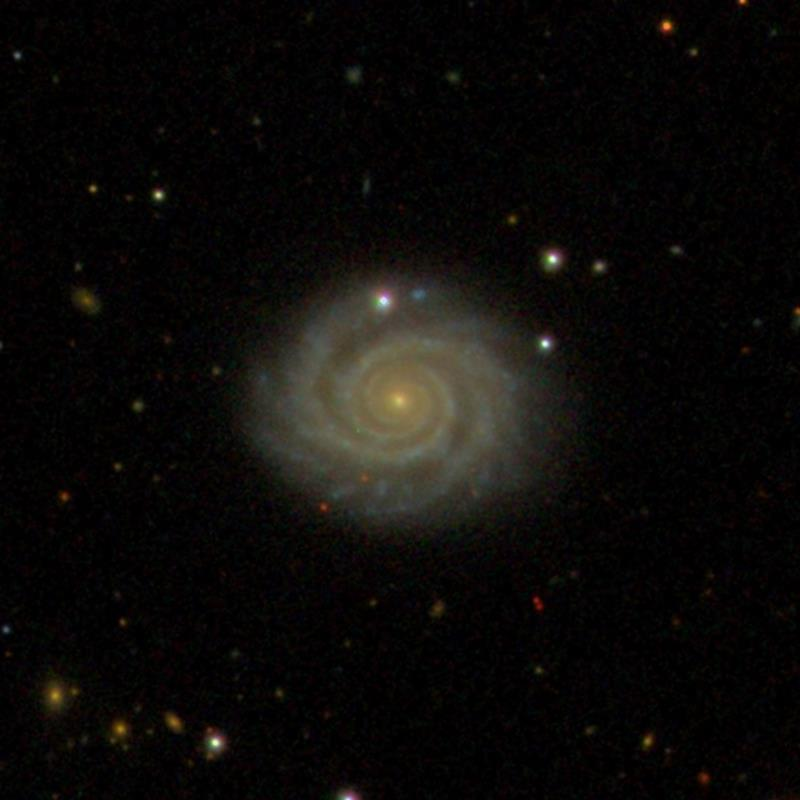
NGC 2649 ({\displaystyle \mu =12{,}6^{\circ }})
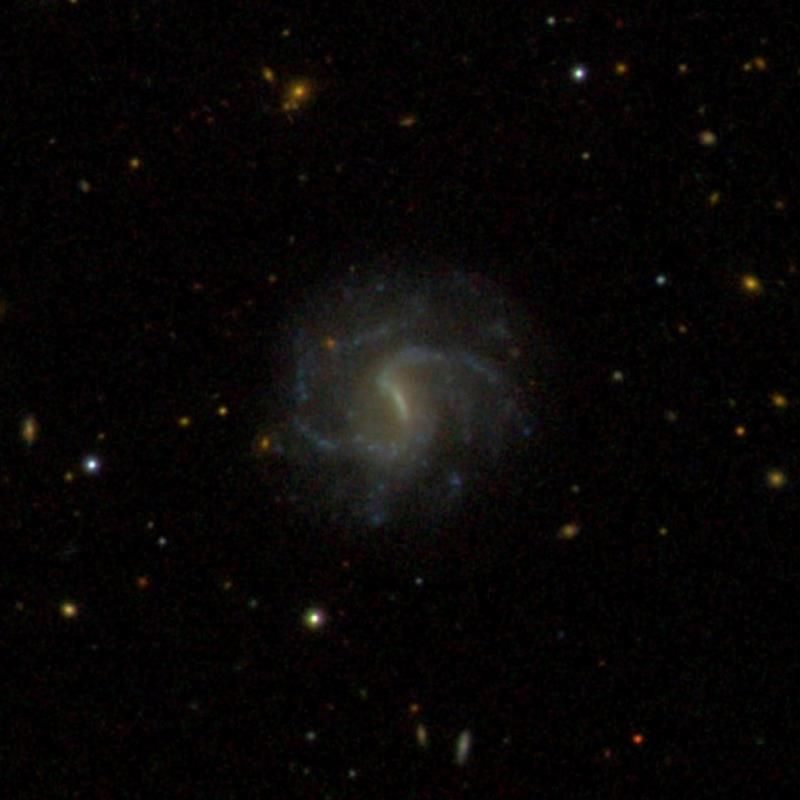
NGC 4195 ({\displaystyle \mu =25{,}7^{\circ }})
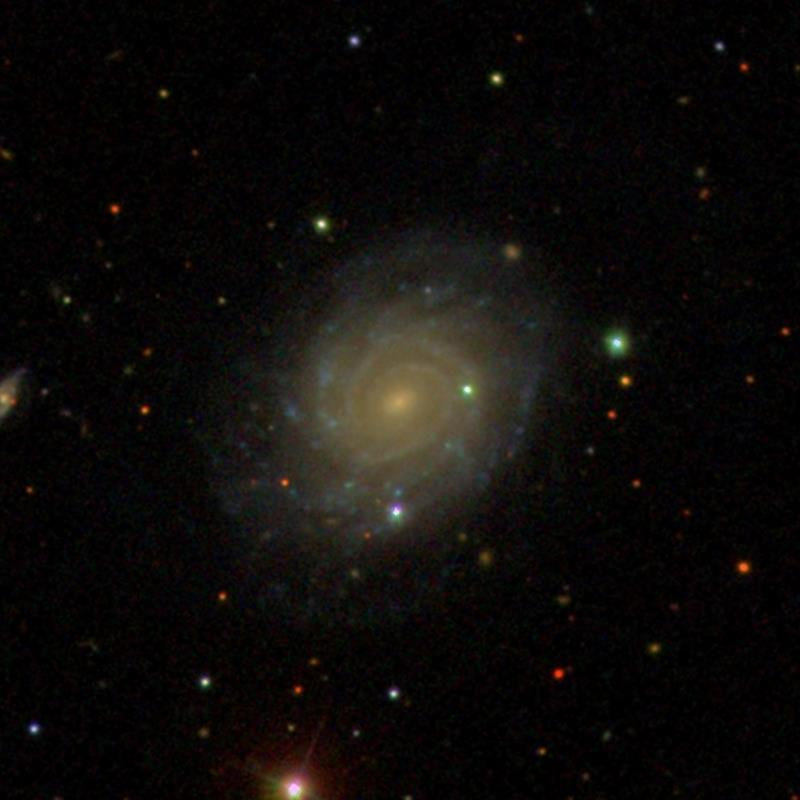
NGC 2575 ({\displaystyle \mu =29{,}7^{\circ }})
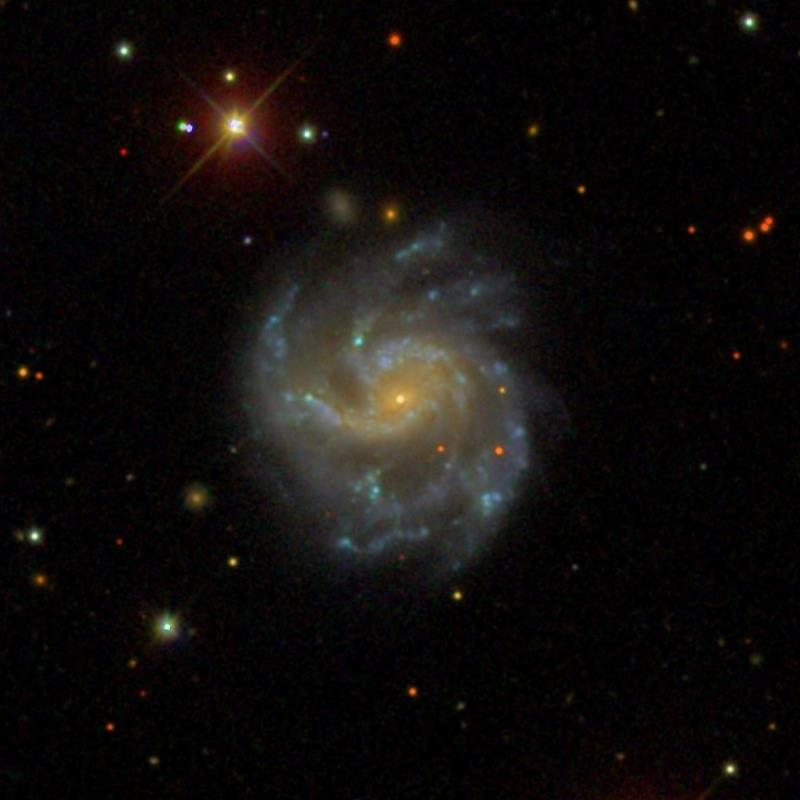
NGC 2532 ({\displaystyle \mu =45{,}1^{\circ }})

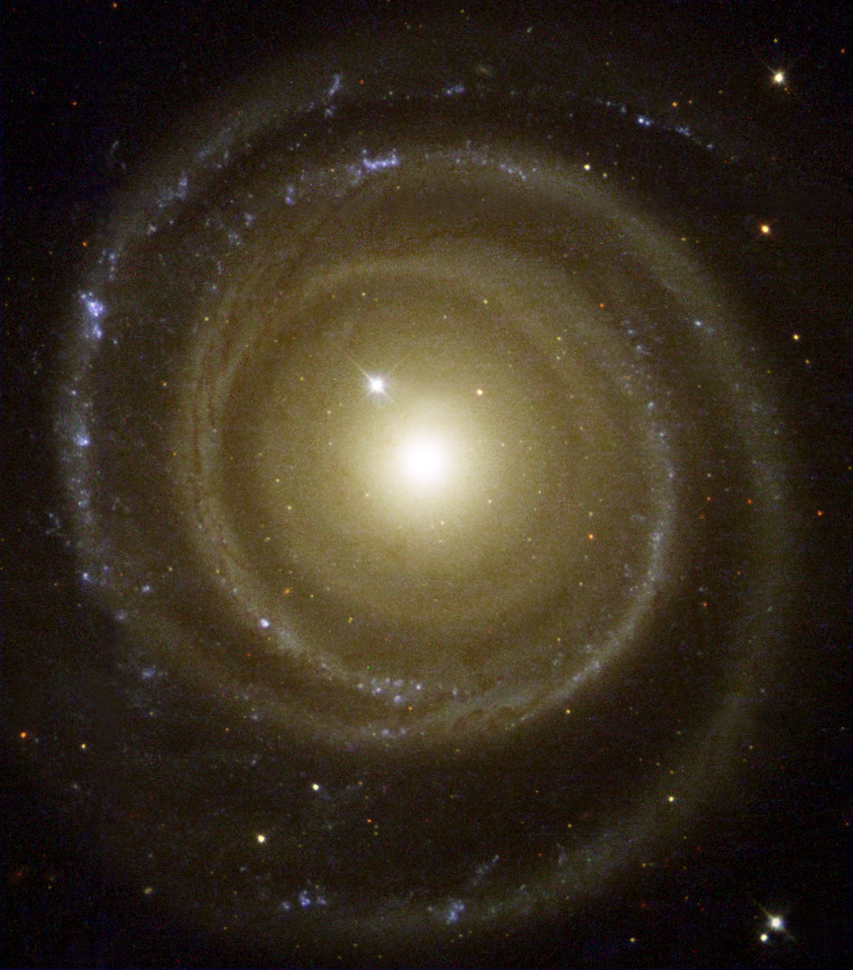
В галактике NGC 4622 спиральные рукава закручиваются в разные стороны, а значит, она имеет и ведущие, и отстающие спиральные рукава

Также спиральные рукава можно классифицировать по признаку того, являются ли они «отстающими» (англ. trailing) или «ведущими» (англ. leading). В случае отстающих спиральных рукавов их концы направлены в сторону, противоположную направлению вращения галактики, в случае ведущих рукавов — в ту же сторону, в которую галактика вращается. На практике трудно определить, являются ли рукава данной галактики ведущими или отстающими: галактика не должна быть наклонена к картинной плоскости слишком сильно, чтобы спиральная структура была заметна, но некоторый наклон необходим, чтобы можно было измерить направление вращения, кроме того, должна быть возможность определить, какая сторона галактики ближе к наблюдателю. Различные наблюдения показывают, что большинство галактик имеет отстающие спиральные рукава, а ведущие редки: например, из двух сотен исследованных таким образом галактик только у двух рукава могут быть ведущими. Иногда встречаются галактики, имеющие и ведущие, и отстающие спиральные рукава — например, NGC 4622. Численное моделирование показывает, что ведущие спиральные рукава могут возникать в особых случаях — например, если гало тёмной материи вращается в обратную сторону относительно диска галактики.
Ширина спиральных рукавов в большинстве галактик возрастает с увеличением расстояния до центра. Наибольшую ширину имеют рукава в галактиках с упорядоченной структурой.

### Светимость и цвет

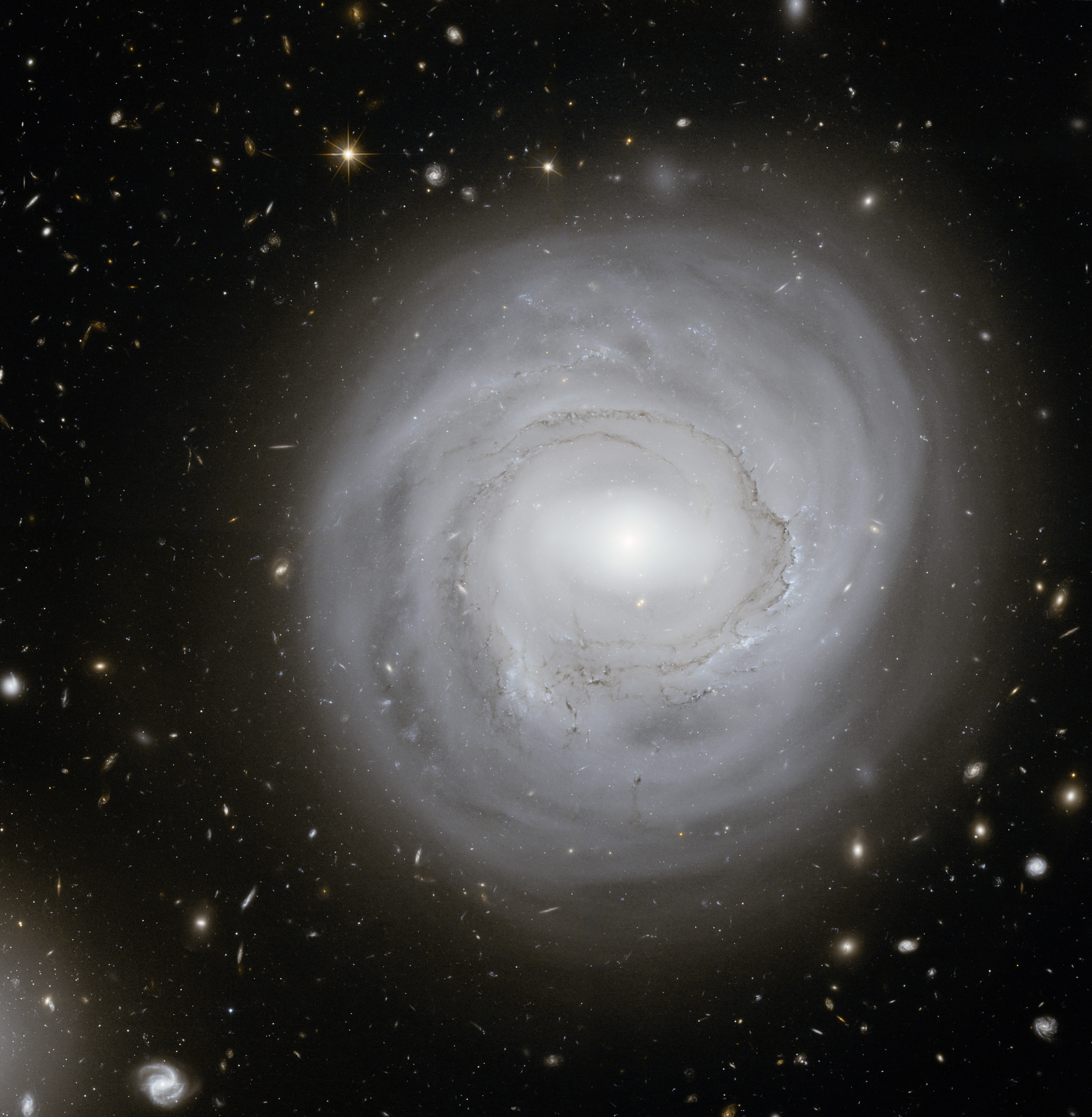
NGC 4921 — анемичная галактика

Отношение светимости спиральной структуры к светимости всей галактики наиболее высоко для спиральных галактик с упорядоченной структурой: для них это отношение составляет в среднем 21 %, а для некоторых галактик может достигать 40—50 %. Для флоккулентных и многорукавных галактик это отношение составляет 13 % и 14 % соответственно. Также доля спиральных рукавов в общей светимости повышается в более поздних морфологических типах: для галактик типа Sa она составляет в среднем 13 %, а для Sc — 30 %.
Цвет спиральных рукавов становится более голубым для галактик поздних морфологических типов. Показатель цвета g − r для галактик типа Sc составляет около 0,3―0,4m, а для галактик типа Sa ― 0,5―0,6m.
Существуют и так называемые анемичные галактики (или «бледные спиральные», англ. anemic spirals). Они отличаются нечётким, слабым спиральным узором, что вызвано меньшим количеством газа и, следовательно, более низким темпом звездообразования, чем у обычных спиральных галактик того же морфологического типа. Анемичные галактики чаще встречаются в скоплениях галактик — по всей видимости, на галактики в скоплениях действует лобовое давление (англ. ram pressure), из-за чего они быстро теряют газ. Предполагается, что этот тип галактик может являться промежуточным между спиральными и линзовидными галактиками.

### Магнитное поле
В спиральных рукавах наблюдаются более сильные магнитные поля, чем в остальной галактике. Среднее значение магнитных полей в спиральных галактиках составляет 10 микрогаусс, а в их спиральных рукавах ― 25 микрогаусс. В галактиках с выраженным спиральным узором магнитные поля ориентированы вдоль рукавов, хотя в некоторых случаях магнитное поле может образовывать отдельную спиральную структуру, которая проходит в пространстве между видимыми спиральными рукавами. В свою очередь, магнитные поля могут влиять на перемещение газа в галактике и способствовать формированию спиральных рукавов, хотя они слишком слабы, чтобы играть ведущую роль в формировании спиральных рукавов.

### Связь параметров спиральных рукавов с другими свойствами галактики
Параметры спиральных рукавов коррелируют с другими свойствами галактики. Например, известно, что галактики с бо́льшим углом закрутки обычно имеют более низкую массу сверхмассивной чёрной дыры в центре и меньшую массу галактики вообще, меньший вклад балджа в общую светимость, более низкую дисперсию скоростей в центре, а их кривые вращения оказываются более возрастающими, но эти зависимости не слишком сильные. Хотя угол закрутки спиральных рукавов исходно был введён в морфологическую классификацию галактик как один из критериев классификации, оказывается, что эта величина коррелирует с морфологическим типом даже слабее, чем, например, показатель цвета спиральных рукавов (см. выше). Корреляция угла закрутки с упомянутыми параметрами объяснима теоретически: описанные величины связаны с распределением массы в галактике, которое влияет на то, как распространяется волна плотности в диске галактики (см. ниже).
Более контрастные и выраженные спиральные рукава наблюдаются у более массивных галактик с более упорядоченной структурой. Также контрастность спиральных рукавов выше в галактиках с выраженным баром, но эта корреляция слабая. Флоккулентные галактики в среднем имеют меньшую массу и более поздний морфологический тип, чем галактики с упорядоченной структурой.

## Спиральная структура Млечного Пути

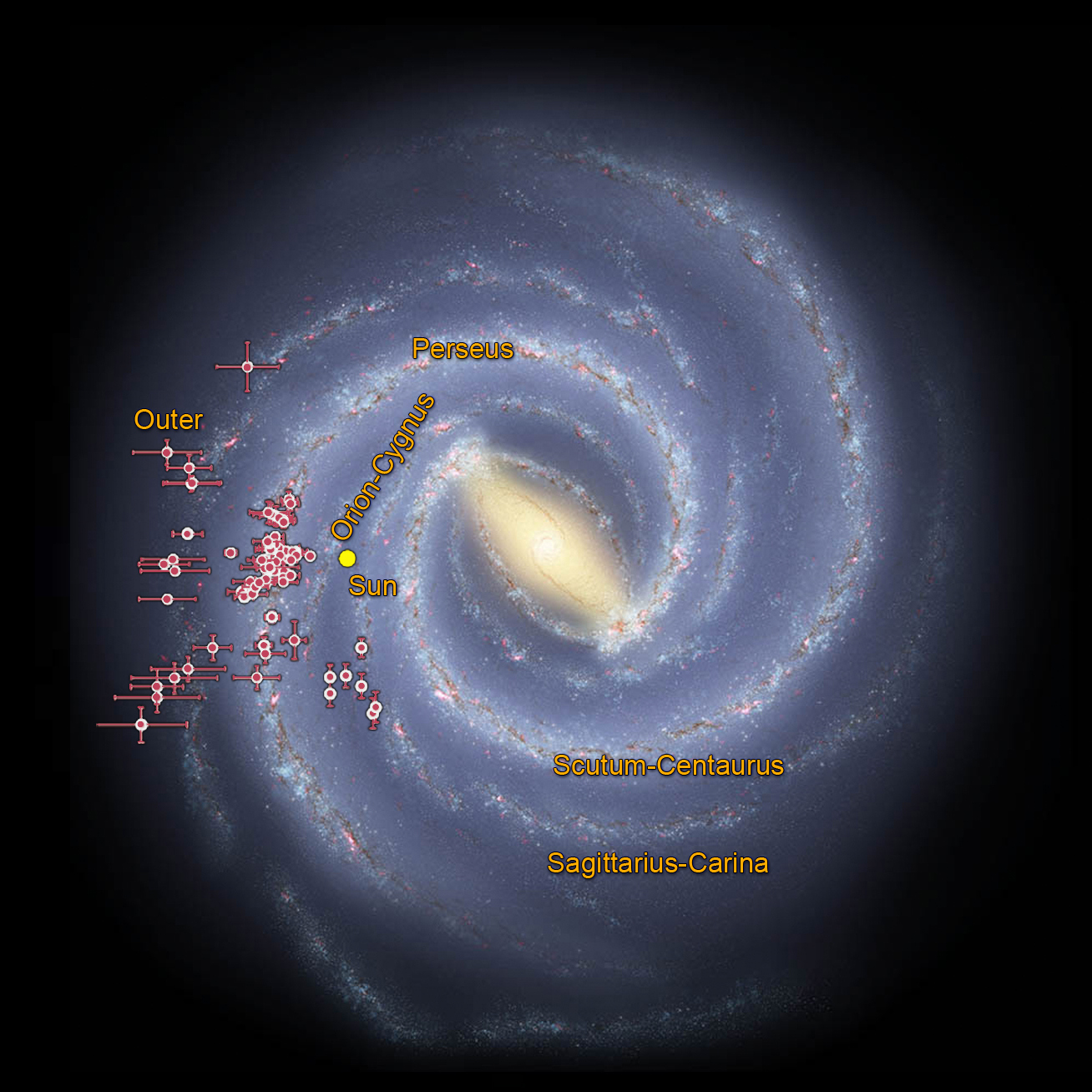
Модель внешнего вида Млечного Пути. Жёлтой точкой указано положение Солнца, красными указано положение погружённых скоплений, которые служат индикаторами спиральной структуры

О наличии спиральных рукавов в диске нашей Галактики трудно сделать вывод, наблюдая в оптическом диапазоне, поскольку Солнце находится в плоскости диска Млечного Пути, а свет поглощается межзвёздной пылью. Однако спиральные рукава можно заметить, например, при составлении карты распределения нейтрального водорода или молекулярных облаков.
Расположение, длина и даже количество спиральных рукавов ещё точно не определены, но чаще всего считается, что в Млечном Пути четыре крупных спиральных рукава: два главных — рукав Центавра и рукав Персея — и два вторичных — рукав Наугольника и рукав Стрельца. Их угол закрутки составляет около 12°. Их ширина оценивается в 800 парсек. Помимо крупных рукавов, выделяются и более мелкие подобные образования, как, например, рукав Ориона, также называемый Местным рукавом.

## Теории возникновения спиральной структуры

Возникновение спиральных рукавов в модели стохастического самоподдерживающегося звездообразования

Распространённость спиральных галактик указывает на то, что спиральная структура — долгоживущее явление. Однако из-за того, что сами галактики вращаются дифференциально, а не как твёрдое тело, любая структура в диске должна сильно закручиваться и исчезать за 1—2 оборота. Два наиболее распространённых варианта решения этой проблемы — модель стохастического самоподдерживающегося звездообразования (коротко — SSPSF, от англ. stochastic self-propagating star formation) и теория волн плотности, причём они описывают разные варианты спиральной структуры. Согласно первому объяснению, спиральные рукава постоянно образуются и исчезают, не успевая слишком сильно закрутиться — такие спиральные рукава называют материальными. Теория волн плотности предполагает, что спиральный узор является волной плотности и поэтому вращается независимо от диска, как твёрдое тело, — в этом случае спиральные рукава называют волновыми. Такие виды спиральных рукавов не исключают друг друга в одной галактике.
Приливные хвосты, наблюдаемые у взаимодействующих галактик, также относят к материальным спиральным рукавам. Из-за небольшой скорости движения вещества на расстоянии от галактики приливные хвосты оказываются относительно долговечными сами по себе.

### Модель SSPSF
Согласно модели SSPSF, спиральные рукава возникают, когда в какой-то области галактики активизируется звездообразование. Из-за наличия молодых ярких звёзд эта область влияет на соседние участки межзвёздной среды — например, вспышки сверхновых создают ударные волны в газе, так что звездообразование распространяется по диску. За период менее 100 миллионов лет — меньше времени одного оборота галактики, самые яркие звёзды — возникшие в этой области, успевают погаснуть, а из-за дифференциального вращения эта область успевает вытянуться в короткую дугу. Поскольку звездообразование постоянно вспыхивает в разных частях диска, то в различные моменты времени в диске наблюдается множество таких дуг, что наблюдается, как флоккулентный спиральный узор. Поскольку такие спиральные рукава заметны лишь благодаря молодым звёздам, то они практически не влияют на распределение массы в галактике и практически не наблюдаются в инфракрасном диапазоне.

### Теория волн плотности

Схематичное изображение градиентов цвета в спиральных рукавах в случае, если они являются волнами плотности

Спиральные рукава в теории волн плотности возникают, если в диске происходят механические колебания и появляется волна плотности — звёзды движутся в диске таким образом, что в некоторых областях сближаются и оказываются сконцентрированы сильнее. Поскольку волна плотности управляет не только звёздами, но и газом, то в области, где повышена концентрация звёзд, более активно и звездообразование. При этом в разные моменты времени в спиральном рукаве оказываются разные звёзды, так что волна плотности движется с другой скоростью, нежели звёздный диск, и не подвержена закручиванию. Под воздействием этого механизма образуется крупномасштабная, упорядоченная спиральная структура, наблюдаемая и в инфракрасном диапазоне. Концентрация звёзд в спиральном рукаве увеличивается ненамного — на 10—20 %, но соответствующее изменение гравитационного потенциала значительно влияет на движение газа. Газ разгоняется, в нём могут возникать ударные волны, которые внешне проявляются как тёмные пылевые полосы в рукавах.
Подтверждение наличия волны плотности затруднительно на практике, но возможно, например, при обнаружении определённого радиуса коротации — области, где спиральный рукав движется с той же скоростью, что и звёзды. Его можно обнаружить, наблюдая градиенты цвета в спиральных рукавах: поскольку образовавшееся в рукаве звёздное население со временем краснеет, то, если его скорость отлична от скорости движения рукава, поперёк рукава должен наблюдаться градиент цвета. Считается, что волны плотности создаются и поддерживаются барами галактик или приливным воздействием со стороны их спутников.

Теория волн плотности предсказывает, что устойчивыми являются только отстающие спиральные рукава, а любая ведущая структура должна в какой-то момент превращаться в отстающую. При этом сама структура после превращения на некоторое время усиливается — происходит «раскачивание» (англ. swing amplification).
- Влияние дифференциального вращения на структуру спиральных рукавов (анимация)
- «Материальные» спиральные рукава сильно закручиваются за небольшое время
- Волны плотности создают рукава, которые не закручиваются со временем

### Альтернативные теории
Некоторые теории предлагают иные механизмы появления спиральных рукавов, нежели теория волн плотности и модель SSPSF. Чаще всего они призваны не заменить вышеописанные теории полностью, а объяснить возникновение спиральных рукавов в отдельных случаях. Например, теория многообразий (англ. manifold theory) распространяется только на спиральные галактики с баром. Согласно этой теории, из-за гравитационного воздействия бара орбиты звёзд выстраиваются определённым образом, создают спиральные рукава и двигаются вдоль них. Название теории связано с тем, что в рамках этой модели движущиеся в спиральных рукавах звёзды в фазовом пространстве образуют многообразие. В отличие от теории волн плотности, теория многообразий не предполагает возникновение градиентов цвета в спиральных рукавах, которые во многих галактиках в действительности наблюдаются. То обстоятельство, что в галактиках с баром спиральные рукава начинаются из области вблизи бара, может указывать на связь этих структур, и теория многообразий — не единственная, которая объясняет возникновение рукавов благодаря барам.

## История изучения

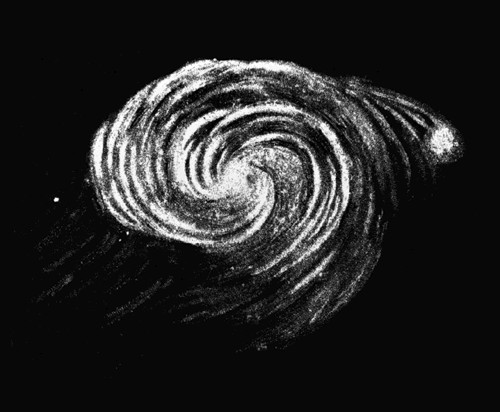
Зарисовка M 51, сделанная лордом Россом

Спиральные рукава были впервые обнаружены в галактике Водоворот: в ней лорд Росс открыл спиральную структуру в 1850 году.
В 1896 году была сформулирована проблема закручивания: если бы спиральные рукава были материальными образованиями, то вследствие дифференциального вращения они бы очень быстро закручивались до такой степени, что их было бы невозможно наблюдать (см. выше). Таким образом, вопрос о природе спиральной структуры долгое время оставался неразрешённым. С 1927 года этим вопросом занимался Бертиль Линдблад, и в 1961 году он сделал верный вывод о том, что спиральные рукава возникают вследствие гравитационного взаимодействия между звёздами в диске. Позднее, в 1964 году, Линь Цзяцяо и Фрэнк Шу разработали теорию, согласно которой спиральные рукава можно рассматривать как волны плотности. Модель SSPSF появилась в 1978 году, но ещё в 1953 году Эрнст Эпик отметил, что вспышка сверхновой может стимулировать звездообразование в соседних областях, что и легло в основу будущей теории.
В 1953 году были достаточно точно измерены расстояния до различных звёздных ассоциаций в нашей Галактике. Благодаря этому было показано, что в Млечном Пути имеется спиральная структура.
Разделение галактик на флоккулентные, многорукавные и с упорядоченной структурой происходит от более сложной схемы морфологической классификации, включающей 10 классов, которые описывают вид спирального узора. Эту схему классификации разработали Дебра и Брюс Элмегрин в 1987 году, но впоследствии они же предложили использовать упомянутую более простую схему.
Несмотря на успехи теории волн плотности, физическая природа спиральных рукавов пока не объяснена полностью, этот вопрос всё ещё обсуждается.